# Alguém Me Disse (álbum)
Alguém Me Disse é o segundo álbum (LP) do cantor brasileiro Anísio Silva, lançado em 1960 pela gravadora Odeon e distribuído pela EMI. O trabalho é amplamente reconhecido como o marco mais significativo da carreira do artista, alçando-o à fama nacional.

## Sucesso comercial
- O LP vendeu mais de 2 milhões de cópias, tornando-se o primeiro disco de ouro da música brasileira.[2]
- Com isso, Anísio Silva alcançou destaque nas paradas do Brasil e de alguns países como Argentina e Portugal.[2]
- A faixa-título foi regravada por artistas como Maysa, Cauby Peixoto, Gal Costa, Emílio Santiago e Ana Carolina, mantendo-se presente no repertório da MPB.[2][3]

## Faixas
O álbum contém 12 faixas, seguindo a edição listada pela Instituto Memória Musical Brasileira
1. Alguém Me Disse (Jair Amorim e Evaldo Gouveia)
2. Que Coisa É Essa (Castro Perret e Edgardo Luis)
3. O Dia do Nosso Amor (Anísio Silva e Fausto Guimarães)
4. Cantiga de Quem Está Só (Jair Amorim e Evaldo Gouveia)
5. Sempre Em Meu Pensamento (Anísio Silva e Milton Gomes)
6. Triste Coração (Linda Rodrigues e Aldacir Louro)
7. Pior Pra Você (Evaldo Gouveia e Almeida Rego)
8. Quem Me Dera (Anísio Silva e C. Portela)
9. Por Toda Vida (Edson Menezes e Roberto Faissal)
10. Estou Pensando Em Ti (Raul Sampaio e Benil Santos)
11. Me Leva (José Garcia / Anísio Silva e Silas de Oliveira)
12. Se a Saudade Vier (Tito Mendes)
A maioria das canções segue a mesma linha romântica e sentimental, característica da MPB daquela época.